# Thunberga aliena
Thunberga aliena es una especie de araña cazadora de las familia Sparassidae. Se encuentra en Madagascar. 

## Descripción
Son arañas de tamaño mediano, teniendo los machos una longitud corporal de 10.1 a 10.4 cm. Los machos pueden reconocerse por la siguiente combinación de caracteres: i. conformación palpal compleja con apófisis y émbolo fuertemente herido; ii. márgenes aserrados de la punta del émbolo (E) y sus apófisis; y iii. punta del émbolo (E) situada centralmente cerca del conductor.
A diferencias de las otras especies del género, las patelas palpales carecen de columna prolateral.
La coloración es marrón amarillento. La quilla prolateral superior (PS) dorsalmente presenta puntos a lo largo de las estrías, distintos parches alrededor de la fóvea y 2 pares de parches en el margen anterior. El esternón (ST), las coxas (CX) y gnatocoxas (GC) son de color amarillo pálido sin patrón; el labio (LA) pardo amarillento oscuro. Los quelíceros (CH) con tres franjas longitudinales cada una, las 2 interiores punteadas. Las piernas con puntos ventralmente y parches en la columna vertebral, segmentos distales más oscuros. El sistema operativo dorsal con patrón moteado irregular denso, la zona ventral escasamente manchada, e hileras de color marrón amarillento.

## Taxonomía
Thunberga aliena fue descrita por primera vez por el aracnólogo alemán Peter Jäger y su descripción publicada en Arachnology 18(7): 728-729 el 12 de marzo de 2021. El holotipo fue un macho encontrado en un bosque de arena cerca de Mahavelona (más conocida como Foulpointe) en la provincia de Toamasina de la región de Atsinanana en Madagascar el 11 de noviembre de 1993 (RMCA 177.795, Tervuren, Bélgica).
Etimología
Thunberga: nombre genérico fue dado en honor a la activista ambiental sueca Greta Thunberg.
aliena:  el epíteto que deriva del latín alienus que significa 'extranjero, extraño, no relacionado', en referencia a la conformación absolutamente diferente y compleja del palpo masculino.